# Товарний своп
Товарний своп (англ. commodity swap) — угода, що дозволяє змінювати потоки платежів, заснованих на цінах товарів. Зазвичай товарний своп включає тільки своп потоків платежів і виплачується готівкою.

## Характеристика свопу
Товарний своп — угода між двома сторонами, коли одна зі сторін погоджується купити або продати товар за фіксовану ціну в певні дати, а інша сторона готова відповідно продати або купити цей товар за поточну ринкову ціну на ті ж самі дати. Початкова мета товарного свопу — розподіл цінового ризику між клієнтом і фінансовим посередником. Що виникають при цьому потоки платежів компенсують один одного, і в результаті в обумовлені дати одна із сторін сплачує іншій різницю між поточну і фіксованою ціною, яка забезпечується для однієї з сторін. Товарний своп включає тільки своп потоків платежів і зазвичай виплачується готівкою. Однак фізичне доставлення також може відбуватися.
Товарний своп дозволяє виробникам і споживачам обмежити ризик цін на товар. Зазвичай споживач платить фіксовану ціну, а виробник — у відповідності до попиту.

## Умови виконання
Товарний своп передбачає, що учасники контракту домовляються про виконання наступних умов:
- одна із сторін зобов'язується купувати товар у другої сторони за фіксованою на момент підписання контракту ціною;
- друга сторона зобов'язана купувати товар у першої з  ціною відповідною до попиту, якою може виступати середня біржова ціна за обумовлений в контракті період.

## Про поняття
Якщо сума грошових коштів, обчислена на основі фіксованої ціни, перевищує суму, обчислену на основі ціни у відповідності до попиту, то різниця виплачується стороні, яка купує товар за  ціноюу відповідності до попиту, а отримує за фіксованою, і навпаки. Виходить своєрідна гра, в якій перемагає той, хто в змозі краще передбачити майбутню ціну.

## Порядок обміну
У товарному своп перший контрагент виробляє періодичні виплати другому за фіксованою ціною за одиницю деякого товару при заданому його кількості. Другий контрагент сплачує першому за  ціною у відповідності до попиту за одиницю товару (зазвичай це середня ціна, заснована на періодичних спостереженнях спотової ціни) теж при заданій кількості товару.
Товари можуть бути одні і ті ж (звичайний випадок) або різні. Якщо вони одні й ті ж, то ніякого обміну умовними сумами (кількостями) не потрібно. Якщо товари
різні, то обміни умовними сумами могли б знадобитися, але, як правило, ніяких обмінів умовними сумами не відбувається — всі угоди з актуальне виробляються на готівкових ринках.
Товарний своп дозволяє виробникам і споживачам обмежити ризик цін на товар. Зазвичай споживач платить фіксовану ціну, а виробник — ціну у відповідності до попиту.
Товарні ж свопи можуть укладатися на тривалий період і фіксувати певний рівень ціни для ряду моментів часу в майбутньому.